# 禿髮令
秃髮令，党项族西夏建国前的强化民族意识的法令措施。
秃发是鲜卑族旧俗，剃发，但留头顶上一部，打成长辫。夏景宗元昊于显道元年（1032年）向国人下达推行秃发，禁止汉人风俗束发。元昊本人先行秃发，境内人民限三日内秃发，违令者杀。